# Ноэ, Фридрих Вильгельм
Фри́дрих Ви́льгельм Но́э (нем. Friedrich Wilhelm Noë; 1798—1858) — немецкий ботаник, впоследствии работавший в Константинополе.

## Биография
Родился в Берлине в австрийской семье. С 1831 года протяжении длительного времени работал в аптеке в Фиуме (ныне — Риека).
В 1844 году отправился в Турцию с целью сбора растений для гербария Короля Саксонии, однако решил остаться в Константинополе, где был назначен директором ботанического сада, преподавал ботанику в Галатасарайской императорской медицинской школе.
Активно путешествовал по Центральной и Южной Европе, Среднему Востоку.
Принимал участие в Турецко-Персидской комиссии по установлению границы между странами.

## Роды растений, названные в честь Ф. Ноэ
- Noaea Moq., 1849